# Divorce et Fiançailles
Divorce et Fiançailles est un téléfilm français réalisé par Olivier Péray et diffusé pour la première fois le 13 mars 2012 sur France 3.

## Fiche technique
- Scénario : Caroline Vignal
- Pays :  France
- Production : Delphine Wautier
- Musique : David François Moreau
- Durée : 90 minutes

## Distribution
- Ariane Ascaride : Sido
- Michel Aumont : Georges
- Jean-François Stévenin : Jo Marengo
- Jacques Spiesser : Francis
- Frédéric van den Driessche : Jean-Paul
- Annick Blancheteau : Odile
- Fernand Berset : 	le père de Sido
- Jacqueline Jehanneuf : la mère de Sido
- Françoise Bertin : Bernadette
- Lionel Buisson : le médecin
- Mario Pecqueur : Bernard
- Denise Chalem : Gina
- Christiane Cayre : Yvonne
- Damien Locquet : l'animateur du karaoké
- Alexandra Morales : l'hôtesse de l'hôpital
- Maxence Kouzoubachian : le vendeur de la jardinerie